# Červeník
Červeník (bis 1948 slowakisch „Verešvár“; ungarisch Vágvörösvár – bis 1907 Vörösvár) ist eine Gemeinde im Westen der Slowakei, mit 1691 Einwohnern (Stand 31. Dezember 2024), die zum Okres Hlohovec, einem Teil des Trnavský kraj gehört.

## Geographie

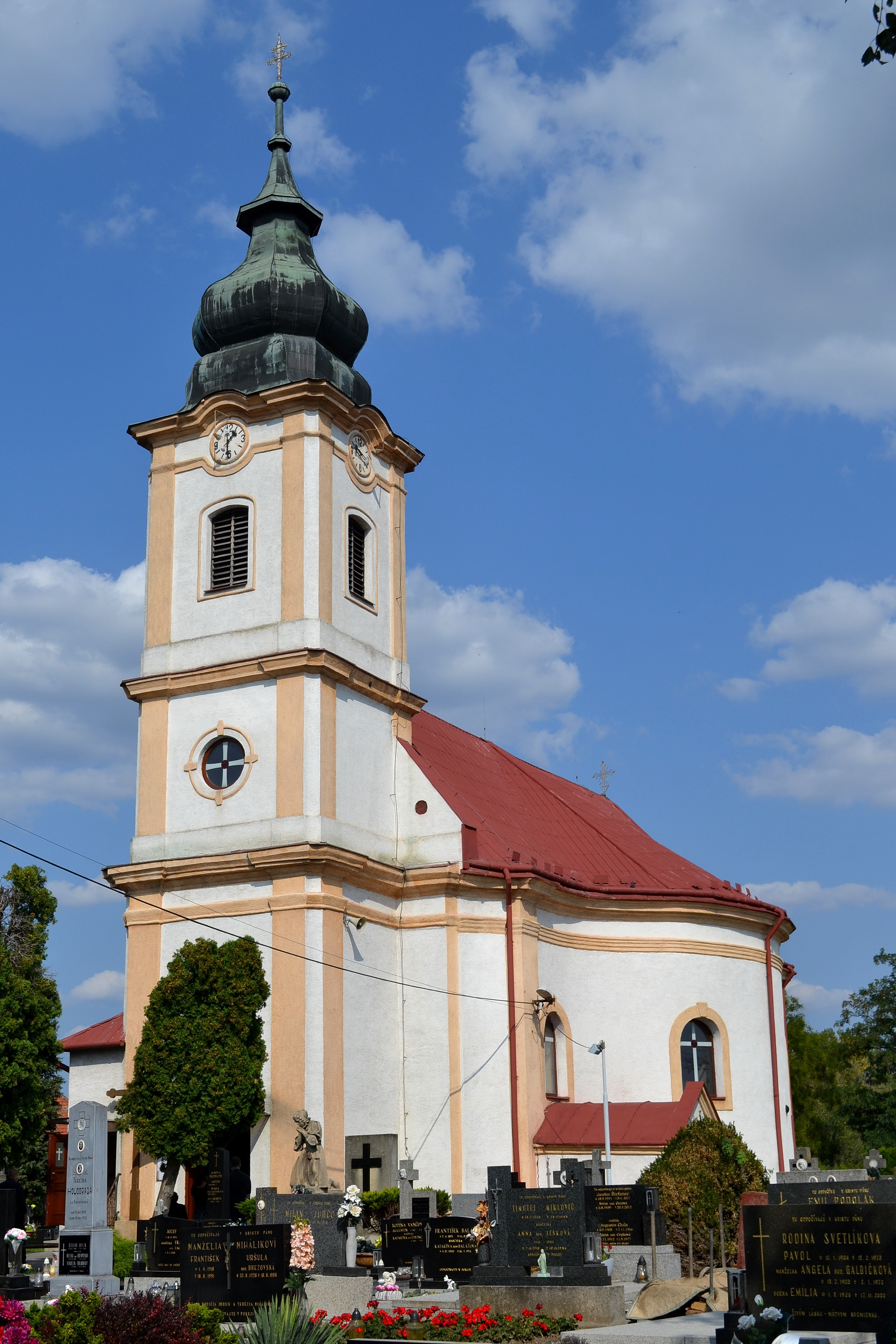
Kirche Mariä Opferung

Die Gemeinde liegt im Donauhügelland (Podunajská pahorkatina), einem Teil des slowakischen Donautieflands an der rechtsufrigen Seite der Waag, hier zusätzlich durch den Kanal Drahovský kanál getrennt. Das Gemeindegebiet schließt nahtlos an das südlich gelegene Städtchen Leopoldov und ist fünf Kilometer von Hlohovec sowie 15 Kilometer von Piešťany entfernt.
Červeník ist der einzige Ort der Gemeinde.

## Geschichte
Der Ort wurde zum ersten Mal 1113 als Bin in den Zoborer Urkunden erwähnt. Dieser Name erscheint mit Abweichungen bis zum Ende des 13. Jahrhunderts; 1317 taucht der Name Verusvar auf, was sich als „Rotenburg“ übersetzen lässt. Die Ansiedlung gehörte verschiedenen Adelsgeschlechter. Der ursprüngliche Ort lag am Platz der heutigen Stadt Leopoldov, 1665 kaufte aber die ungarische königliche Kammer vom damaligen Eigentümer Adam Forgách ein Teil des Gemeindegebiets, um dort die Festung Leopoldov zu errichten, die die Expansion des Osmanischen Reiches halten sollte. Danach entstand der heutige Ort nördlich der Festung, deren Einwohner als Gemüsegärtner bekannt waren.
1948 wurde der Ortsname aus nationalpolitischen Gründen durch eine slawisierten Namensvariante ersetzt.

## Bevölkerung
| Jahr:                | 1994. | 2004.   | 2014.    | 2024.   |
| -------------------- | ----- | ------- | -------- | ------- |
| Anzahl der Personen: | 1420  | 1495    | 1669     | 1691    |
| Unterschied:         |       | +5,28 % | +11,63 % | +1,31 % |

| Jahr:                | 2023. | 2024.   |
| -------------------- | ----- | ------- |
| Anzahl der Personen: | 1686  | 1691    |
| Unterschied:         |       | +0,29 % |

## Sehenswürdigkeiten
- römisch-katholische Kirche Mariä Opferung (slowakisch Kostol Obetovania Panny Márie) aus dem 18. Jahrhundert

## Verkehr
Červeník liegt an der Hauptstraße 61 und ist über die Autobahn D1, Anschlussstelle Červeník (nur Ausfahrten) erreichbar. Der nächstgelegene Bahnhof liegt in Leopoldov an der Bahnstrecke Bratislava–Žilina.